# NI (album)
NI è il quarto album in studio del rapper francese Ninho, pubblicato il 30 giugno 2023 dalla Jefe Productions.

## Tracce
1. La vie de Johnny – 3:27
2. Yo Moko Oyebi – 3:41
3. Rich Porter – 3:23
4. Blue Story (ft. Lil Baby) – 4:18
5. Edouard Nahum – 3:07
6. 25 G – 4:10
7. Respect – 3:18
8. Branché sur Snap – 3:29
9. Bad (ft. Omah Lay) – 3:46
10. Dans la peau – 3:09
11. No Love (ft. Ayra Starr) – 3:22
12. Eurostar (ft. Central Cee) – 3:07
13. Chiraq – 4:26
14. Plus qu'eux – 3:29
15. Bon qu'à ça – 2:49
16. Grands ensembles – 3:38

Traccia bonus nella versione fisica
1. Que Dieu nous protège encore – 3:23

Traccia bonus nella riedizione digitale
1. Griot – 2:49
2. Mode S plus – 3:14
3. Vinicius – 3:12
4. Signes de gang – 3:21
5. Christopher Wallace – 4:17

## Classifiche
| Classifica (2023) | Posizione massima |
| ----------------- | ----------------- |
| Belgio (Fiandre)  | 27                |
| Belgio (Vallonia) | 1                 |
| Francia           | 1                 |
| Svizzera          | 2                 |